# Uomini e no
Uomini e no è un romanzo di Elio Vittorini pubblicato nel giugno 1945, primo testo in prosa a raccontare la Resistenza italiana. Ambientato nella Milano occupata dai tedeschi, durante il mite inverno di guerra del '44, racconta gli slanci generosi dei partigiani impegnati nella lotta clandestina nella metropoli lombarda. Il protagonista è un giovane partigiano, nome di battaglia Enne 2. Egli si interroga tra un'azione e l'altra sul senso del suo stare al mondo, sulla natura dell'essere umano, sull'amore impossibile che lo tormenta.

## Stile
Scritto tra la primavera e l'autunno del 1944, l'opera è composta da 136 piccoli capitoli, di cui 23 scritti con stile e finalità differenti dal resto: questi capitoli, scritti in corsivo, sono un momento di riflessione dell'autore, "spettro" che si innesta nella narrazione interrompendola e commentandola. In questi capitoli l'autore medita e dialoga con Enne 2, il protagonista del romanzo. Questi capitoli hanno anche l'obiettivo di rallentare il ritmo della narrazione, reso accelerato dalla presenza dei dialoghi, trasportandola in un'atmosfera "sopra reale" tramite una riflessione sulle situazioni che il protagonista sta vivendo.
In Uomini e no si trova la ricerca dell'autore di nuovi moduli espressivi che, insieme al bisogno di realtà, soddisfino anche la necessità di scandagliare gli animi e le passioni dei protagonisti con l'occhio attento del poeta.
Sulla scia dell'ermetismo, l'autore cerca di rappresentare la realtà con simboli, metafore, in modo da poter raccontare una verità assoluta e una riflessione universale attraverso il racconto di una storia particolare.
La lingua è semplice, perché parlata da persone umili, e lo stile ne segue il passo. In alcuni casi, quando a parlare sono due tedeschi, c'è l'inserimento di parole straniere a delineare comunque una certa dose di realismo.

## Trama
La figura centrale del racconto è Enne 2, capitano dei GAP a Milano, che seguiamo tra le sue vicende sentimentali e le azioni partigiane compiute assieme ai propri compagni. Dal punto di vista sentimentale, il personaggio è lacerato dal suo amore impossibile per Berta, donna sposata che non sa decidersi a lasciare il marito. Le riflessioni sulla loro dolorosa storia sono affidate ad alcuni capitoli scritti in corsivo con i quali l'autore frammenta la narrazione portandola su un piano simbolico e psicologico.
A questa situazione amorosa si intrecciano le azioni resistenziali di Enne 2 e del gruppo da lui comandato: con i suoi compagni organizza un'azione contro quattro militari tedeschi e il capo del Tribunale. I cinque nazisti muoiono, ma viene immediatamente nominato un nuovo presidente e il tribunale si riunisce la notte successiva all'attentato per scegliere da una lista di trecento prigionieri quaranta carcerati destinati alla fucilazione come rappresaglia. Enne 2 decide allora di organizzare un agguato, e l'irruzione dei partigiani durante la seduta provoca una strage.
La mattina dopo Enne 2 e Berta si incontrano e assistono a una scena mostruosa: riversi sul marciapiede a largo Augusto ci sono i corpi senza vita di alcuni civili uccisi per rappresaglia dai tedeschi, tra cui anche una bambina, un vecchio e due quindicenni. Questo avvenimento genera una riflessione nell'autore:
Questo avvenimento, tuttavia, potrebbe segnare anche una svolta per il rapporto sentimentale tra Enne 2 e Berta, che vedono il loro trovarsi insieme in quella situazione estrema come un segno. I due, quindi, cercano nel loro amore una nuova forza, quella di "non perdersi", che li avvicina al punto che, nel rifugio di Enne 2, arrivano ad amarsi fino in fondo, ma Berta si ritrae nuovamente.
La repressione da parte delle truppe tedesche e del regime fascista, però, continua: Giulaj, un venditore ambulante che per autodifesa ha ucciso la cagna del capitano Clemm, viene fatto sbranare da due cani per ordine di quest'ultimo.
Enne 2 con il suo gruppo di partigiani decide allora di compiere un altro attentato, questa volta ai danni del capo fascista Cane nero. L'operazione però fallisce, ed Enne 2 viene identificato: viene promessa una grossa taglia a chiunque sia in grado di dare informazioni utili sulla sua posizione. All'offerta dei compagni di abbandonare il suo rifugio, però, Enne 2 rifiuta. Anche quando il tabaccaio lo denuncia e un operaio corre ad avvisarlo rifiuta di fuggire e va incontro al suo destino, aspettando il nemico Cane nero per ucciderlo. In compenso il ragazzo gli porge una pistola e Enne 2 gli chiede di unirsi ai suoi compagni, porgendo un altro combattente alla causa partigiana.
Gli ultimi capitoli sono incentrati su quest'operaio, che cerca di imparare a uccidere i tedeschi in motocicletta. Nel momento in cui deve agire, però, si ferma e risparmia il tedesco perché lo vede "troppo triste", e si rivede negli occhi del ragazzo che doveva essere la sua vittima.

## Significato del titolo
Lo storico Claudio Pavone interpreta il titolo del romanzo come una distinzione tra i partigiani (gli "uomini") e i fascisti della Repubblica Sociale Italiana (i "non uomini"), ragion per cui lo giudica «altezzoso» e «ai confini con il razzismo: forse che i fascisti non erano anch'essi uomini?».

## Significato e temi dell'opera
Per quanto uscito nel 1945 e scritto nel mezzo della lotta partigiana, il romanzo non è una celebrazione della Resistenza (per quanto se ne legga l'intrinseca necessità), ma pone numerosi dubbi su quanto è accaduto e, al momento della sua realizzazione, sta accadendo: sul senso profondo del combattere e morire, sull'umanità e sulla non-umanità anch'essa propria dell'uomo. In definitiva, sull'essere uomini e no.
Enne 2, per quanto capo partigiano, non rappresenta l'eroe della resistenza né la sua esaltazione: il protagonista è in realtà un uomo problematico, tormentato e disperato, privo della fede politica assolutamente certa di Gracco o della semplicità di Lorena (emblema della volontà del popolo di resistere sempre e comunque). Lo stesso nome delinea una divisione interna al personaggio. Egli non è un "combattente puro", ma è anche un intellettuale, con i suoi dubbi e le sue domande che non smetterà mai di porsi.
Il protagonista lotta contro il fascismo come dittatura per una liberazione dell'uomo che crede fermamente possibile. Tale liberazione, però, non è da intendersi esclusivamente dal punto di vista politico, ma anche da un punto di vista intellettuale: il "fascismo" dentro ognuno di noi, che regola i rapporti tra gli uomini e i rapporti tra uomo e donna, che divide gli uomini in gruppi (partigiano e nazista, intellettuale e uomo d'azione), che genera il dramma di Berta nel suo dividersi tra due uomini.
Grande importanza riveste anche il dramma di Berta, dominato dal perenne conflitto tra la razionalità e la rassegnazione, che determina il suo rapporto con il marito e il suo amore per Enne 2.
Proprio la presenza del personaggio di Berta e il suo rapporto con il protagonista generarono notevoli perplessità nella critica, che vedeva divise le due sfere. A ben vedere, tuttavia, questa netta divisione non esiste: come due facce della stessa medaglia, entrambi gli aspetti rappresentano la necessità di mettersi in discussione e vivere una vita attiva. Tale congiunzione si nota soprattutto nella scena in cui Berta vede i cadaveri a largo Augusto.
Quando Berta gli rivela l'impossibilità assoluta del loro amore, Enne 2 entra in una fase di crisi esistenziale che lo porta a riflettere sulla guerra, sui compagni caduti e sulla natura della malvagità umana. In definitiva, sull'essere uomini e no. La sua impossibilità a vivere una vita autentica, con la donna che ama, lo porta a decisioni estreme: quando viene identificato e localizzato dai nemici non scappa, ma resta in attesa di Cane nero, per ucciderlo, anche se ciò gli costerà certamente la vita.
Dopo la morte del protagonista, negli ultimi otto capitoli, il "testimone" viene portato avanti dall'operaio che avvisa Enne 2, nuova forza agli ordini del gruppo partigiano. La sua incapacità di sparare al tedesco, al suo oppressore e nemico, è il simbolo di una speranza dopo gli orrori della guerra e della lotta partigiana: quella che la solidarietà possa spezzare le differenze che dividono gli uomini. L'operaio, vede se stesso negli occhi del ragazzo tedesco, immaginandoselo nei panni da lavoro da operaio, con le mani sporche come le sue. In quei momenti, il ragazzo è andato oltre le divisioni che la situazione ha imposto e ha visto un essere simile a lui anche dietro la maschera del conquistatore e del nemico; ha superato quelle divisioni che, a partire da Conversazione in Sicilia per arrivare alla "teoria della fraternità" che richiama Walt Whitman, Vittorini aveva sempre tentato di superare.

## Edizioni
- Elio Vittorini, Uomini e no,  cap. 136.

## Adattamenti
- Uomini e no, film del 1980 diretto da Valentino Orsini.